# El Viso del Alcor
El Viso del Alcor is een gemeente in de Spaanse provincie Sevilla in de regio Andalusië met een oppervlakte van 20 km². In 2007 telde El Viso del Alcor 17.741 inwoners.

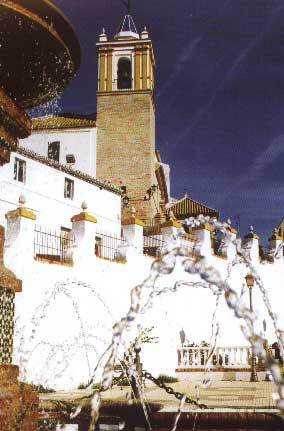
El Viso del Alcor

## Demografische ontwikkeling
Bron: INE; 1857-2011: volkstellingen